# Wioślarstwo na Letnich Igrzyskach Olimpijskich 1932 – dwójka ze sternikiem mężczyzn
Rywalizacja w dwójkach ze sternikiem mężczyzn w wioślarstwie na Letnich Igrzyskach Olimpijskich 1932 rozgrywana była w dniu 13 sierpnia 1932 w Long Beach Marine Stadium.
Do zawodów zgłoszone zostały 4 osady. Rozegrano jedynie wyścig finałowy.
| Miejsce | Narodowość        | Zawodnik                                        | Czas   |
| ------- | ----------------- | ----------------------------------------------- | ------ |
| złoto   | Stany Zjednoczone | Charles Kieffer Joseph Schauers Edward Jennings | 8:25,8 |
| srebro  | Polska            | Jerzy Braun Janusz Ślązak Jerzy Skolimowski     | 8:31,2 |
| brąz    | Francja           | Anselme Brusa André Giriat Pierre Brunet        | 8:41,2 |
| 4.      | Brazylia          | Francisco de Bricio José Ramalho Estevam Strata | 8:53,2 |